# Рахова (Польща)
Рахова (пол. Rachowa) — село в Польщі, у гміні Малянув Турецького повіту Великопольського воєводства.
Населення — 108 осіб (2011).
У 1975—1998 роках село належало до Конінського воєводства.

## Демографія
Демографічна структура станом на 31 березня 2011 року:
|          | Загалом | Допрацездатний вік | Працездатний вік | Постпрацездатний вік |
| -------- | ------- | ------------------ | ---------------- | -------------------- |
| Чоловіки | 49      | 10                 | 35               | 4                    |
| Жінки    | 59      | 12                 | 37               | 10                   |
| Разом    | 108     | 22                 | 72               | 14                   |